# Zschokkella rovignensis
Zschokkella rovignensis is een microscopische parasiet uit de familie Myxidiidae. Zschokkella rovignensis werd in 1922 beschreven door Nemeczek. 